# Església de l'antic Convent de Jesús
L'Església de l'antic Convent de Jesús (Portuguès: Igreja do antigo Mosteiro de Jesus) de la ciutat de Setúbal, regió de Lisboa, a Portugal. És el principal monument històric de la ciutat. És un dels primers edificis en estil manuelí i fou classificat com a Monument Nacional el 1910. Els claustres del convent allotgen un museu d'art sacre.

## Història
La fundadora del convent fou Justa Rodrigues Pereira, una dona pertanyent a la noblesa que havia estat la dida del futur rei Manuel I. En retirar-se, anà a viure a Setúbal amb una germana vídua i va voler emprar els seus béns en la fundació d'un convent de monges Clarisses Caputxines. Comprà els terrenys, situats fora de les muralles de la ciutat, a la Confraria da Anunciada i demanà autorització a la Santa Seu i permís al rei Joan II.
Començà la construcció el 1489 o 1490. El 1491. Joan II anà a veure l'estat de les obres. No les aprovà i manà refer-ho tot, assumint el patrocini i ampliant considerablement el projecte inicial. Encomanà la direcció al jove Diogo de Boitaca, un arquitecte d'origen desconegut, probablement oriünd de França, que aquí realitzà el seu primer treball a Portugal.
La primera capçalera de l'església fou construïda entre el 1490 i el 1495 i el 1496 les monges ja vivien al convent, que, en un principi, havia estat concebut per a dotze monges, les primeres de les quals vingueren de València.
Després de la mort de Joan II el 1495, Manuel I en continuà la construcció. Es decidí la construcció de tres naus voltades amb sostre de pedra, en comptes de la nau única amb sostre de fusta projectada originalment. La capçalera joanina fou refeta a mitjan segle xvi com que la consideraven massa petita.
Entre el 1520-1530 fou instal·lat a l'altar un retaule —considerat com un dels més notables conjunts d'art renaixentista a Portugal— que és exposat a la Galeria de Pintura Renascentista, annexa a l'església. Durant la primera meitat del segle xvi, Jorge de Lescastre, fill bastard de Joan II i Mestre de l'Orde de Sant Jaume, va donar al convent l'ample àrea davant de la façana sud, coneguda com a Terreiro de Jesus (plaça de Jesús). Ell va encarregar l'elegant creu feta de bretxa (una pedra típica de la Serra da Arrabida), erigida en honor del patró del convent, Jesucrist, la qual fou col·locada prop de l'absis de l'església. El segle xix la creu fou traslladada al centre de la plaça. L'església i el convent foren severament danyats pel gran terratrèmol del 1755. Els terratrèmols del 1531, 1858, 1909 i 1969 hi infligiren danys menors.

## Art i Arquitectura

### Exterior
L'església del Convent de Jesús, construïda entre el 1490 i el 1510, és un monument molt important de l'arquitectura portuguesa, com que és l'edifici més antic conegut en el que foren utilitzats motius de l'estil manuelí. Segueix l'esquema general que més tard serviria a altres edificis manuelins com el Monestir dels Jerònims de Lisboa: eix longitudinal de l'església orientat d'est a oest, paral·lel al riu Sado, portal més ric i avançat, a la façana sud, claustre al nord de l'església i sobre les seves altres tres galeries, les dependències conventuals.
La façana sud de l'església, orientada a la Plaça de Jesús, és la façana principal de l'edifici. Vist des de la plaça, l'església combina dos diferents volums: una nau rectangular i un absis poligonal, més alt que la nau, situat a l'est de l'edifici. El campanar és a la part oest de la façana. Les parets i les voltes del sostre de l'església són suportades per una sèrie de contraforts esglaonats al llarg de les parets exteriors de la nau i de l'absis, conseqüència de la intervenció manuelina. Cada contrafort està decorat amb gàrgoles i pinacles enroscats, mentre les parets superiors de l'església tenen platabandes randades. La part sud de l'absis està decorada amb un finestral amb mainells i traceria tardogòtica que il·lumina l'altar. Dos dels contraforts, els més sobresortints, tenen ornamentació gòtica, fornícules i fines columnes geminades i flanquegen el portal principal. Hi hagué un portal a ponent, però desaparegué.

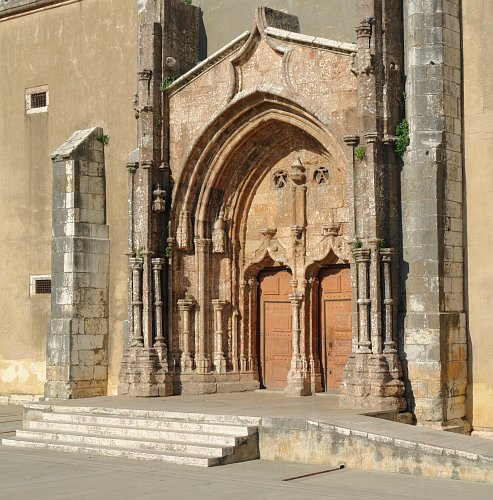
Portal.

La bretxa és una roca formada per fragments angulosos de tons vermello-rosàcis, que es desagreguen amb facilitat amb el pas del temps. D'aquí el lamentable desgast que mostren les talles de la façana.
El portal principal està situat al centre de la façana sud i fou el darrer element de la façana en ser construït. Aquest portal, el qual ha restat inacabat, és prominent amb relació a la façana i té diverses arquivoltes ogivals i dos baldaquins a cada costat, sense imatges. Un gablet tanca el portal. La doble porta eleva el pilar central fins a la mènsula d'una imatge, també desapareguda. Està decorat amb al·lusions a la vida conventual i a l'orde franciscà. La repetició de la lletra Y (que equivaldria a la J) pot ser tant una referència a Jesús com al nom de la fundadora del convent. El timpà està decorat amb dues lletres "A" inserides a una "O". Un mainell divideix l'entrada en dos arcs bessons.

### Interior
Es tracta d'una església-saló. La primera manuelina. És, més aviat, estreta i està formada per una nau amb dos passadissos laterals de la mateixa alçada, tot unificant l'espai interior, una característica que seria trobada en espais manuelins posteriors. La nau central és d'amplada major que les laterals juntes.
Cada pilar de la nau, suportant un arc ogival, està compost per tres columnes fasciculades de fustos helicoidals, entrellaçades, fetes en bretxa, evocant les columnes salomòniques. Aquestes columnes espirals serien, també, un motiu típic dels posteriors edificis manuelins, com ara, la Catedral de Guarda. Els passadissos laterals estan sostinguts per semi-voltes de canó que funcionen com a arcbotants i es conjuguen amb els contraforts de la façana. Hi ha 18 panells de rajoles policromades del segle xvii que cobreixen la part inferior de les parets laterals i representen escenes de la vida de la Verge Maria. El cor alt està tapiat i actualment és una sala del museu d'art sacre. A sota es troba el baptisteri, sota un arc de mig punt que arrenca des del paviment.

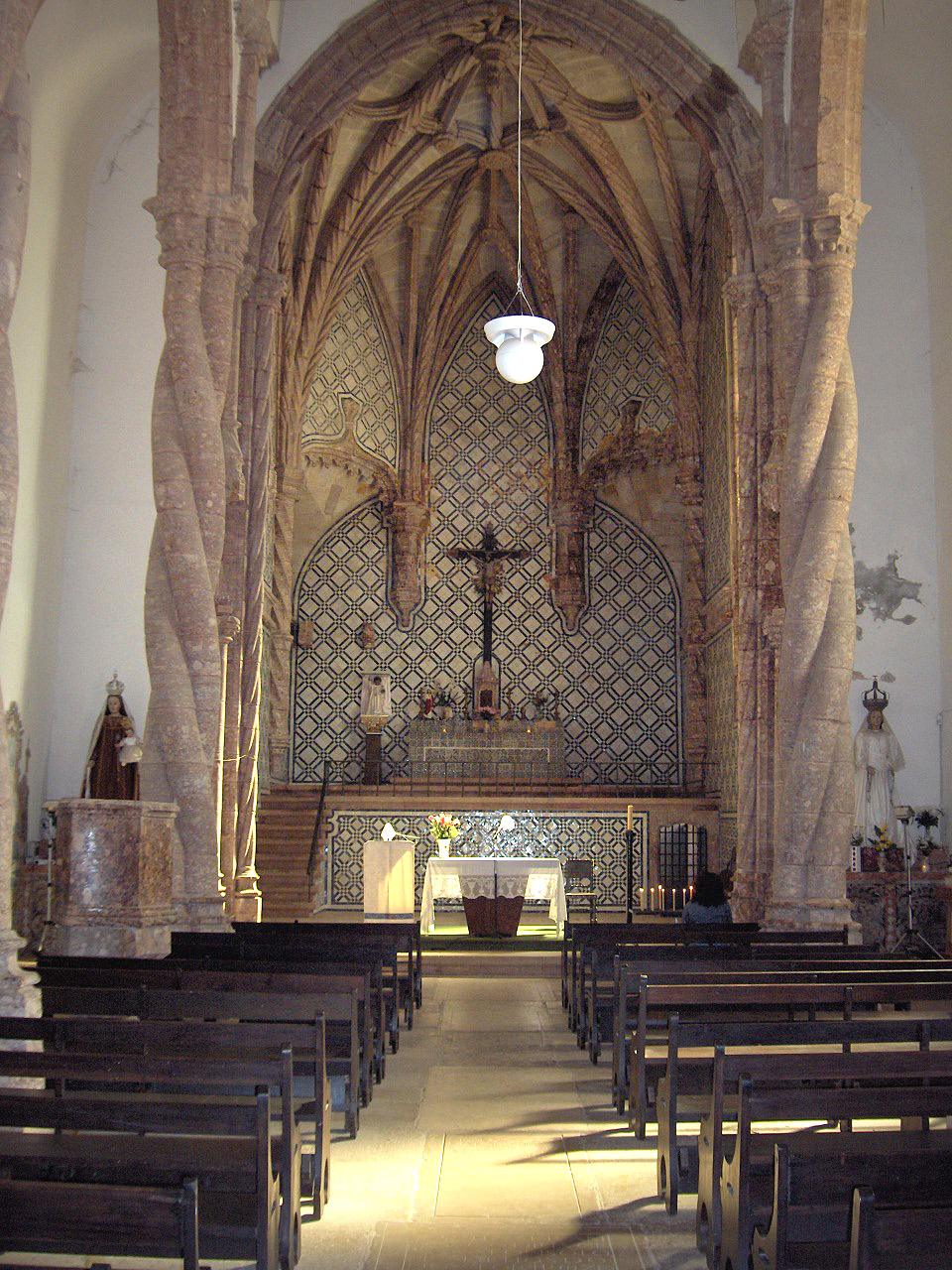
Nau i columnes amb l'altar al fons.

L'altar té base rectangular, però passa a octogonal en arribar al sostre. Està cobert per una exuberant volta de creueria tardo-gòtica amb claus de volta decoratives i recolzada sobre mènsules. Alguns dels nervis de la volta tenen la forma de cordes enroscades, una altra vegada anticipant un tema comú a les voltes manuelines d'arreu del país. L'altar major i el púlpit daten del segle xviii. Les parets interiors de l'absis estan decorades amb rajoles sevillanes blanc i blaves, del segle xvi, amb trames geomètriques. Hi ha una petita porta que dona accés a la cripta destinada per la fundadora del monestir per a capella sepulcral del seu fill.
La llum de l'altar ve d'un finestral que, primitivament, tenia vitralls del 1539. Una petita resta, encara es conserva al museu. També s'hi poden trobar notables pintures que foren de l'antic retaule. Obres de Jorge Alfonso i col·laboracions d'altres grans mestres com Gregório Lopes i Cristovão Figueiredo, datades de la tercera dècada del segle xvi.
Lligada a l'altar major, la sagristia té rajoles del segle xvi d'influència islàmica i un lavabo sota un arc manuelí. La Casa de Capítol, reconstruïda durant la dominació filipina, guarda al seu paviment les restes de la fundadora. El claustre fou reconstruït després del terratrèmol del 1755.